# Sanjay Shah

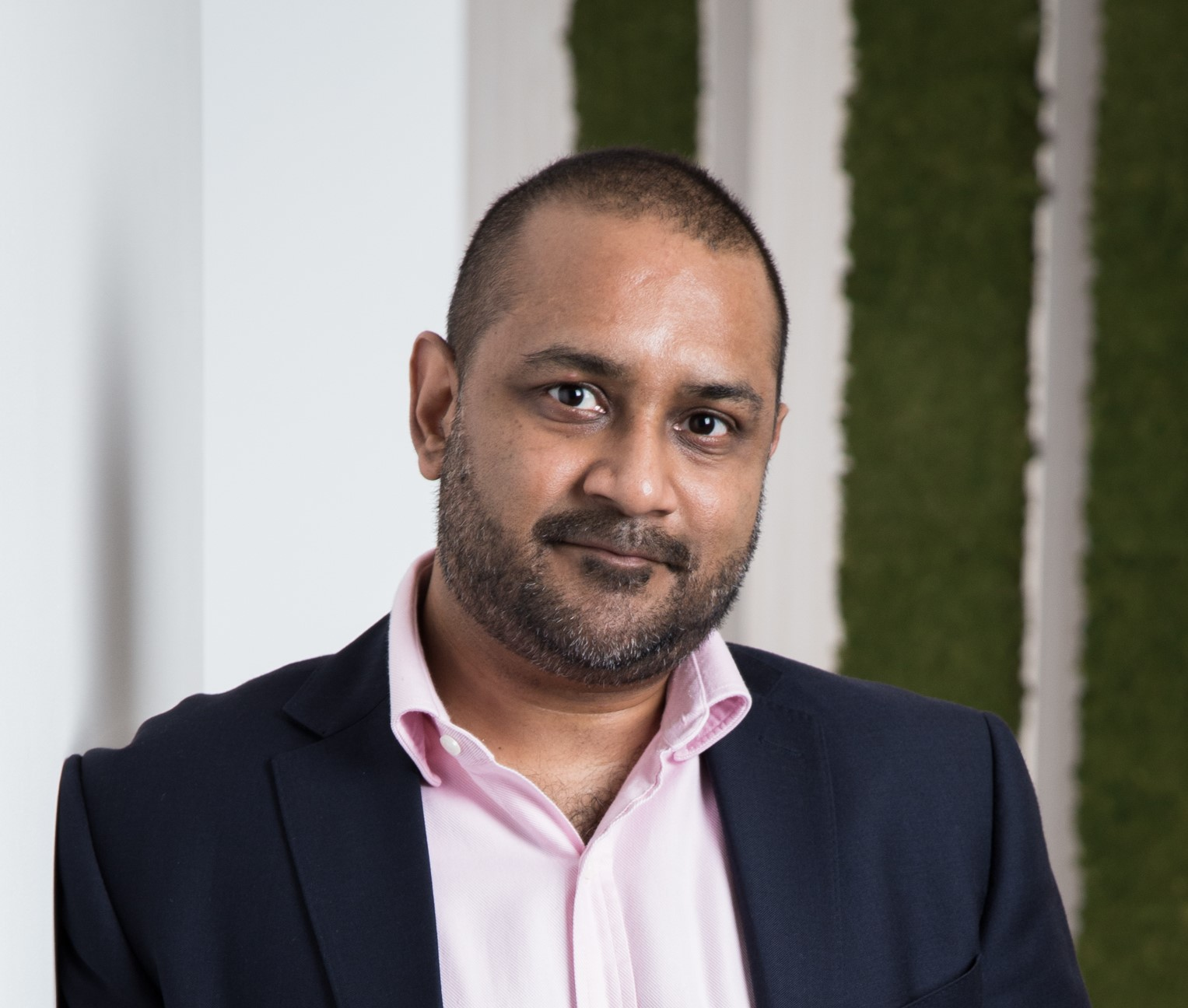
Sanjay Shah (2016)

Sanjay Shah (* 11. September 1970 in London) ist ein britischer Wirtschaftskrimineller.
Shah betrieb als Händler aktiv und in großem Umfang  Dividendenstripping-Geschäfte (sogenannte „Cum-Ex“-Transaktionen), die später vom Bundesgerichtshof als Steuerhinterziehung beurteilt wurden.
Hierfür wurde er  von einem dänischen Gericht zu 12 Jahren Haft wegen Steuerbetrugs verurteilt. Dies ist bislang die schwerste Strafe, die jemals in Dänemark in einem Betrugsfall und in Europa für einen Beteiligten an Cum-Ex-Geschäften  verhängt wurde. Er hat das Urteil angefochten.

## Leben und Karriere
Shah gründete Solo Capital, eine Hedgefonds-Firma in Großbritannien, die 2016 wegen Steuerbetrugs geschlossen wurde, sowie die NGO Autism Rocks, die 2020 ebenfalls wegen Steuerbetrugs geschlossen wurde.
2021 wurde er in Dänemark angeklagt, zwischen 2012 und 2015 widerrechtlich Steuererstattungen in Höhe von neun Milliarden Kronen (1,27 Milliarden Dollar) erwirkt zu haben.
Shah wurde im Mai 2023 von einem Gericht in Dubai angewiesen, an Dänemarks Steuerbehörde mehr als 1,2 Milliarden Dollar zurückzuzahlen. Er legte dagegen Einspruch ein, da er auf das Ende eines weiteren Prozesses im Vereinigten Königreich warte.
Shahs Taten waren auch Gegenstand der CumEx-Files, die mehrere europäische Nationen betrafen und in die eine Reihe der größten Banken der Welt, wie Barclays, Merrill Lynch, JP Morgan, Morgan Stanley, BNP Paribas, Banco Santander, Macquarie Bank und Deutsche Bank, aber auch die Commerzbank, die Hypovereinsbank, M. M. Warburg & CO, Bank J. Safra Sarasin und die Varengold Bank, involviert waren. Shah besaß ab 2014 ein Viertel der Anteile der Varengold Bank und saß ab 2015 in ihrem Aufsichtsrat.
Shah gab zu, dass seine Firma Kunden ermöglichte, rund 8 Milliarden DKK von der Steuerbehörde zurückzufordern. Er behauptete, dass er nur legale Steuerschlupflöcher nutzte, bei denen Dividenden in verschiedenen Jurisdiktionen unterschiedlich besteuert werden. Shah wurde im Dezember 2023 nach Dänemark ausgeliefert, um sich vor Gericht zu verantworten. Im Dezember 2024 wurde er zu 12 Jahren Gefängnis wegen Steuerbetrugs verurteilt. Im Februar 2025 wurde Shah auch in Deutschland wegen Cum-Ex-Geschäften, sogenanntem Dividendenstripping, angeklagt. Die Behörden warfen ihm vor, dem deutschen Staat 46,5 Millionen Euro im Jahr 2010 entzogen zu haben.